# Squirrel
Squirrel, en ciències de la computació, és un llenguatge de programació d'alt nivell, orientat a objectes, imperatiu, dissenyat per a ser un llenguatge script per a processadors de poca memòria i aplicacions amb requeriments d'execució temps real.

## Característiques
- Sistema de tipat dinàmic.
- Funcionalits de Classes i herència.
- Rutines generador i tail call.
- Compilador i màquina virtual en 7 KB de codi escrit en C++.
- Exemples d'aplicació : Electric imp.

## Sintaxi
La sintaxi del llenguatge Squirrel és similar al llenguatge C, per exemple la funció factorial :
```
function
 
factorial
(
x
)

 
{

 
if
 
(
x
 
==
 
0
)
 
{

 
return
 
1
;

 
}

 
else
 
{

 
return
 
x
 
*
 
factorial
(
x
-1
);

 
}

 
}

```